# Kate Moore (compositrice)
Pour les articles homonymes, voir Kate Moore et Moore.
Kate Moore (née en 1979 à Oxfordshire, Angleterre) est une compositrice australienne actuellement basée aux Pays-Bas.

## Biographie
Kate Moore grandit une dizaine d'années aux Pays-Bas puis en Australie où elle étudie avec les compositeurs australiens Larry Sitsky, Jim Cotter et Michael Smetanin. En 2002 elle quitte l'Australie pour étudier au conservatoire de La Haye avec les compositeurs hollandais Louis Andriessen, Martijn Padding, Diderik Wagenaar et Gilius van Bergeijk ; et des compositeurs américains : David Lang, Julia Wolfe et Michael Gordon.
En juin 2017, Moore est la première femme à remporter le prix Matthijs Vermeulen du gouvernement néerlandais, avec sa composition « Le Barrage » (The Dam).

## Œuvres
- Spin Bird pour piano
- Stories For Ocean Shells pour piano (2000)
- Joy, (2003) pour le pianiste Joy Lee
- The Body Is An Ear pour deux pianos (2011)
- Zomer pour piano
- Sensitive Spot pour multiples pianos
- Canon pour pianos
- Ridgeway
- Whoever You Are Come Forth pour violoncelle seul
- Stories For Ocean Shells pour huit violoncelles (2000)
- Violins and Skeletons (2010) pour quatuor à cordes et électronique
- Concerto pour violoncelle (2010-2013)
- The Dam (2015) commande du festival international de musique de Canberra. la version originale est pour cordes baroques, orgue de chambre, soprano, saxophone, guitare, piano, didgeridoo, percussion.

## Discographie
- The Open Road (autoproduit, 2010) sur des poèmes de Walt Whitman
- Dances and Canons - Saskia Lankhoorn, piano (avril 2013, ECM 481 0963) (OCLC 910888036)
- Stories for Ocean Shells - Ashley Bathgate, violoncelle et voix ; Lawson White, guitare et vibraphone (2016) (OCLC 949471418)
- Revolver (Unsounds, octobre 2021), pour quintette de chambre (violon, violoncelle, contrebasse, harpe et percussion)
- Ridgeway (Unsounds, mai 2023), pour ensemble de chambre (violon, alto,violoncelle, saxophone, clarinette basse, guitares électriques, piano, orgue, percussion, didgeridoo et contre-ténor)

Anthologie
- Ridgeway - dans Bang On A Can All-Stars (Cantaloupe Music CA21074) — avec des œuvres de Julia Wolfe, Michael Gordon, Evan Ziporyn, David Longstreth, Conlon Nancarrow, Louis Andriessen.